# Domenico Farias
Domenico Farias (Reggio Calabria, 14 luglio 1927 – Reggio Calabria, 7 luglio 2002) è stato un giurista e filosofo italiano.
È stato filosofo del diritto, intellettuale cattolico meridionale e presbitero dell’Arcidiocesi di Reggio Calabria - Bova (Italia), assistente ecclesiastico diocesano della FUCI, del MEIC, dell’AMCI, dell’UGCI, Vicario per la cultura e canonico del Capitolo della Cattedrale di Reggio Calabria.

## Biografia

### Dal 1927 al 1963: la formazione scientifica e spirituale[1]
Domenico Farias nacque a Reggio Calabria il 14 luglio del 1927, ultimo di tre figli – da Mario, ferroviere (figlio di ignoti) e Maria Mazzacuva, casalinga. Domenico si formò nell’associazione dei Fanciulli Cattolici e poi presso l’allora Congregazione Mariana dei Gesuiti. Studiando da privato conseguì la maturità al liceo classico ad appena 16 anni, in coincidenza con l’entrata in Reggio Calabria del nuovo giovane arcivescovo mons. Antonio Lanza, cui si legò subito in un vincolo di reciproca stima. Si iscrisse a Messina al corso di laurea in Fisica per poter coltivare i suoi interessi in filosofia della scienza. Sotto la guida e col sostegno di mons. Antonio Lanza maturò la vocazione al sacerdozio e negli ultimi giorni del 1946 raggiunse Roma, dove frequentò i corsi di Filosofia della Pontificia Università Gregoriana e fu ospitato presso l’Almo Collegio Capranica, per rimanervi stabilmente fino all’estate del 1950. Tra gli altri, ebbe come convittori ed amici del medesimo collegio: Giovanni Franzoni, Franco Monterubbianesi, Andrea Cordero Lanza di Montezemolo, Camillo Ruini, Alberto Prunas e Ivan Illich(con cui intrattenne sempre continui rapporti e che fu spesso suo ospite a Reggio Calabria). Farias rientrò a Reggio Calabria dopo la precoce morte dell’arcivescovo Lanza (avvenuta il 23.6.1950), riprendendo la frequenza della facoltà di Fisica nella dirimpettaia Università di Messina (frequenza che aveva interrotto prima di andare a Roma per gli studi teologici), dove si laureò nel 1954 con una tesi su “La relatività” (relatore il prof. Giovanni Lampariello). Frutto della sua esperienza capranicense e della frequenza dei corsi romani della Gregoriana sono anche il baccellierato in Filosofia e la licenza in Teologia Dogmatica con una tesi su “Perché Gesù non ha scritto”, in parte poi oggetto di pubblicazione in Divus Thomas (Piac.) 1956, pp. 20-37. Ordinato presbitero il 4 luglio 1954 a Reggio Calabria dal venerabile Arcivescovo mons. Giovanni Ferro, fu subito inviato al Seminario regionale S. Pio X di Catanzaro, presso il quale si trasferì per risiedervi stabilmente fino al 1963, insegnando Matematica, Fisica e Chimica nel “Corso liceale filosofico” e Pensiero contemporaneo nelle scienze nel “Corso superiore di Filosofia”.

### Dal 1963 al 2002: la carriera accademica[3]e il servizio alla Chiesa reggina
Rientrato infine a Reggio Calabria nel 1963, vi rimase fino alla morte, avvenuta il 7 luglio 2002. La celebrazione del funerale è stata presieduta dall’Arcivescovo metropolita di Reggio Calabria, mons. Vittorio Mondello, con la partecipazione di altri tre vescovi, con un’omelia che ne ricordava l’amore alla sua Chiesa locale, insieme alla grande cultura e all’umiltà. A Reggio frequentò, divenendone allievo, il filosofo del diritto Rodolfo De Stefano, che lo accompagnò nella sua carriera accademica nell’Università di Messina, dove nella facoltà di Giurisprudenza Farias divenne buon amico del costituzionalista messinese Temistocle Martines, pur legandosi scientificamente soprattutto alla scuola civilistica e al giusprivatista Angelo Falzea. Assistente universitario nel 1963, professore associato nel 1982 divenne infine professore ordinario di Filosofia del diritto nel 1989, mantenendo anche l’insegnamento di Dottrina dello Stato. Nello stesso ateneo messinese, ma presso la facoltà di Scienze Politiche, dal 1970 al 1973 era stato incaricato stabilizzato pure di Sociologia politica e, dal 1971 al 1980, di Metodologia delle scienze sociali. Farias – che nel 1982/83 aveva insegnato Filosofia del diritto anche nella facoltà di Giurisprudenza di Reggio Calabria (sede di Catanzaro) – concluse definitivamente la sua carriera accademica nel 1999 con una "Lectio Magistralis sul tema Della gratitudine nel diritto".
In contemporanea ai suoi impegni accademici messinesi fu, a Reggio Calabria – città in cui viveva – assistente della FUCI (Federazione Universitaria Cattolica Italiana), dei Laureati di Azione Cattolica poi denominati MEIC (Movimento Ecclesiale di Impegno Culturale), dell’AMCI (Associazione Medici Cattolici Italiani), dell’UGCI (Unione Giuristi Cattolici Italiani), del Centro culturale S. Paolo, Vicario episcopale per la cultura e responsabile dei beni culturali ecclesiali – ispirando la costituzione del Museo Diocesano di Arte Sacra “ Mons. A. Sorrentino” – nonché Canonico del Capitolo della Cattedrale. Docente presso diversi centri di formazione reggini – fra cui l’ISESP (Istituto Superiore Europeo di Studi Politici) e l’ISFPS (Istituto Superiore di Formazione Politico-Sociale) “Mons. Antonio Lanza”, di cui è stato fondatore – ha insegnato Ermeneutica e Antropologia filosofica presso l’ISSR (Istituto Superiore di Scienze Religiose) e l’Istituto Teologico del Seminario arcivescovile Pio XI di Reggio Calabria.

### Il magistero intellettuale e spirituale di don Domenico Farias
Pur amico di tante figure autorevoli del cattolicesimo internazionale (fra tutti l’islamista e teologo Maurice Borrmans) e italiano – don Giuseppe Dossetti, per esempio, lo avrebbe voluto a Bologna – ha dedicato generosamente e interamente la vita al servizio della sua diocesi di origine (collaborando costantemente sul piano pastorale con tutti i presbiteri diocesani), riuscendo comunque a mantenere proficui rapporti con Giuseppe Alberigo, Alberto Altana, Luigi Pedrazzi, Giorgio Campanini, Domenico Corradini, Sergio Cotta, Ezio Franceschini, ecc.: fra tutti, si segnala la piemontese Leletta d’Isola, sostenitrice dei partigiani di cui è in corso la causa di beatificazione. Attorniato da alcuni laici (per tutti: la prof.ssa Maria Mariotti già presidentessa della Deputazione di storia patria ed il medico Pasquale, detto Lucio, Raffa, direttore del consultorio familiare diocesano) ha esercitato una straordinaria influenza su diversi giovani, futuri presbiteri e su intere generazioni di intellettuali laici (soprattutto cattolici) reggini.
Interessato all’antropologia filosofica rosminiana, si occupò nei suoi lavori scientifici soprattutto di “politica e scienza”, “verità e ideologia”, “interpretazione e demistificazione”, in particolare nella prospettiva dell'ermeneutica giuridica. Lettore onnivoro e dai multiformi interessi (teologici, filosofici, scientifici), era un attento studioso della c.d. “questione meridionale” (per la quale amava la sintetica formula di “modernità senza sviluppo”) e dell’“ecclesiologia” del Sud Italia (auspicando, in particolare, l’accorpamento delle numerose piccole diocesi calabresi). Studiato e stimato quale filosofo del diritto a livello nazionale, ma non privo di contatti internazionali, Farias fu – con Rodolfo De Stefano – una delle figure più incisive della scuola giuridica messinese risalente a Salvatore Pugliatti.
Soprattutto nell’ultimo decennio del suo percorso di sperimentazione ecclesiale fu molto impegnato, oltre che profeticamente nella cura pastorale dei numerosi immigrati presenti in Reggio Calabria (segnatamente filippini, per i quali celebrava Messa in inglese), nelle relazioni con le suore veroniche del Volto Santo (fondate da San Gaetano Catanoso, presbitero reggino morto nel 1963), nella cura pastorale del diaconato permanente, nella promozione del dialogo interreligioso e dell’ecumenismo, instaurando contatti con le Chiese ortodosse calabresi e con le Chiese cristiano-cattoliche presenti a Gerusalemme e soprattutto in Turchia (significativi sono stati i suoi rapporti diretti con i Vicari apostolici dell’Anatolia, prima Ruggero Franceschini e poi padre Luigi Padovese, suo ospite a Reggio).
Morì, dopo un breve soggiorno ospedaliero, nella sua piccola ma centralissima casa reggina attorniato dai suoi amici del Meic. Post mortem a lui è stata intitolata la Biblioteca diocesana reggina, la più importante della Calabria (con più di 100.000 volumi, in gran parte acquistati direttamente proprio da Farias), l’Aula Magna dell’ISSR dell’Arcidiocesi di Reggio Calabria - Bova e il gruppo FUCI diocesano. La sua abitazione privata, da lui donata alla Chiesa reggina, è attualmente destinata alla pastorale dei migranti. Nel 2005 è stato pubblicato un numero speciale della Rivista Internazionale di Filosofia del Diritto a lui dedicato con contributi di 25 colleghi filosofi del diritto.

## Premi e Riconoscimenti
- Premio della Regione Sicilia per la sezione socio-economica intitolato a Piersanti Mattarella 1983
- Premio “Prof. Luigi Tartufari”, Accademia Nazionale dei Lincei 1997

## Opere principali (monografie)
- Saggi di Filosofia politica, Milano Giuffrè, 1977
- Idealità e indeterminatezza dei principi costituzionali, Milano Giuffrè, 1981
- (con A. Monticone), Azione cattolica e beni culturali nelle Chiese locali, Roma AVE, 1983
- Il laico nella Chiesa nel magistero di Giovanni Paolo II, Roma Ave, 1984
- Situazioni ecclesiali e crisi culturali nella Calabria contemporanea, Cosenza Marra, 1987
- Esigenze di unità. Note della Chiesa nelle diocesi calabresi, Cosenza Marra, 1988
- Interpretazione e logica, Milano Giuffrè, 1990
- L’ermeneutica dell’ovvio. Studio sull’esplicitazione dei principi più evidenti, Milano Giuffrè, 1990
- Crisi dello Stato, nuove diseguaglianze e marginalità, Milano Giuffrè, 1993
- Studi sul pensiero sociale di Filone di Alessandria, Milano Giuffrè, 1993
- Dimensioni dell’uomo (I e II), II ed., Soveria Mannelli (CZ) Rubbettino, 1996
- La biblioteca di Gerusalemme. Libri e documenti della vita della Chiesa, Soveria Mannelli (CZ) Rubbettino, 1996
- Emergenze della cultura contemporanea e coscienza dei principi del diritto, Soveria Mannelli (CZ) Rubbettino, 1997
- Mietendo e seminando: Articoli per "L'avvenire di Calabria" 1947-2002, Introduzione di Filippo Curatola; presentazione di Augusto Sabatini; a cura del Movimento Ecclesiale di Impegno Culturale (MEIC), Reggio Calabria Laruffa editore, 2010